# Olga Saladuchová
Olga Saladuchová (ukrajinsky: Ольга Саладуха; * 4. června 1983, Doněck) je ukrajinská atletka, mistryně světa, trojnásobná mistryně Evropy a halová mistryně Evropy v trojskoku.
Na Mistrovství Evropy v atletice 2006 ve švédském Göteborgu skončila těsně pod stupni vítězů, na 4. místě. Na bronzovou medaili, kterou vybojovala pokusem dlouhým 15,02 m Ruska Anna Pjatychová však ztratila 64 centimetrů. Na Mistrovství světa v atletice 2007 v Ósace se umístila na sedmém místě. V roce 2008 skončila šestá na halovém MS ve Valencii a reprezentovala na letních olympijských hrách v Pekingu, kde obsadila výkonem 14,70 m deváté místo.

## Osobní rekordy
- hala – 14,88 m – 3. března 2013, Göteborg
- venku – 14,99 m – 29. června 2012, Helsinky